# Banat de Severin
Le banat de Severin (hongrois : Szörényi bánság ; latin : Banatus Zewriniensis ; roumain : Banatul Severinului) est un ancien banat roumain du royaume de Hongrie régi par le droit valaque.

## Toponymie
Le banat de Szörény/Severin tire son nom de son ancienne capitale Severin (aux Portes de Fer, qu'elle contrôlait) et qui elle-même titre son nom de trois origines possibles :
- une origine latine, associée à l'empereur Septime Sévère ;
- une origine slave serbo-bulgare, associée aux mots severen ou severnii (северен ou северный) : « du nord » ;
- une origine religieuse, associée à saint Séverin de Norique, protecteur au Moyen Âge de l'église latine de la cité, fondée par des missionnaires catholiques.

## Localisation
Le banat de Severin n'était que l'un des banats (duchés autonomes vassaux) qui se trouvaient sur les franges méridionales du royaume de Hongrie entre le royaume de Croatie à l'ouest, et les Pétchénègues et les Coumans à l'Est. Le banat de Severin était le plus oriental et regroupait au XIIIe siècle les banats plus petits de Torontál, de Timiș, de Lugoj-Caransebeș (alors nommé Valko-Vâlcu) et de Severin-Szörényi, aujourd'hui connus sous les noms de Banat au nord-ouest et d'Olténie au sud-est.

## Histoire

Le banat de Severin (entouré de points verts) disputé entre la Hongrie (gris-rose) et le royaume des Bulgares et des Valaques (jaune) au XIIIe siècle.

Le banat de Severin a été, au XIIIe siècle, disputé entre les Coumans à l'Est, le royaume des Bulgares et des Valaques au Sud (dont il partage les armoiries : un lion rampant d'or sur émail de gueules) et le royaume de Hongrie au nord, qui l'assujettit en 1233 puis le cède au tsarat de Vidin en 1241.
Au XIVe siècle, le banat de Severin est partagé entre le royaume de Hongrie (banat du Timiș) et la principauté de Valachie (banat de Craiova) : dès lors, son histoire est celle de la Hongrie) l'ouest des Carpates, et celle de la Valachie à l'est. Il fut entre 1718 (traité de Passarowitz) et 1739 (traité de Karlowitz) une province de l'empire des Habsbourg. Le Banat du Timiș fut transformé, au XVIe siècle, en pachalik de Temeşvar au sein de l'Empire ottoman, puis devint lui aussi en 1718 une province de l'empire des Habsbourg, à l'exception du pays de Valko-Vâlcu qui fut intégré aux confins militaires habsbourgeois.

## Population
Le banat de Severin était peuplé de Valaques et de Slaves méridionaux, comme en témoigne la toponymie, mais depuis la chute du communisme en 1990, l'historiographie hongroise affirme qu'une population magyare initialement uniforme a peuplé la première tout le bassin du moyen Danube avant d'être progressivement « submergée » à partir du XIIIe siècle par « l’arrivée massive d’immigrants allogènes » slaves ou valaques qui auraient été d'abord accueillis dans les « banats » (duchés vassaux) de Croatie, Bosnie, Serbie et Severin. Beaucoup d’auteurs et de cartographes hongrois du XXIe siècle considèrent toute autre thèse comme « fausse » et « inventée ».

## Organisation administrative
Comme les autres banats (en hongrois bánság, en français margraviats), celui de Severin était gouverné par un « ban » (vice-roi) aux pouvoirs très étendus : il exerçait son autorité dans toutes les affaires politiques, judiciaires et militaires de son banat, en tant que « comte palatin » de Hongrie. Le ban était dans sa juridiction (c'est-à-dire sa « marche ») le premier personnage après le roi et avait les mêmes droits et les mêmes obligations que celui-ci. En temps de guerre, le « ban » marchait à la tête des troupes de son banat. Il s'agissait toutefois d'un office où l'on était nommé ou révoqué, et non d'un titre de noblesse héréditaire.
Lors de la transformation de l'empire des Habsbourg en Autriche-Hongrie en 1867, le banat de Temeșvar échut à la partie hongroise qui en fit quatre comitats : Torontál, Temes, Krassó et Szörény (ces deux derniers, correspondant aux anciens confins militaires furent unis lors de la réforme territoriale de 1881 pour former le comitat de Krassó-Szörény). Quant au banat de Craiova, il perdit progressivement son unité et ses institutions propres au profit des cinq județe valaques de Mehedinți, Gorj, Dolj, Vâlcea et Romanați.

## Obédiences religieuses
Le banat de Severin était partagé entre d'une part l'obédience orthodoxe du patriarche de Constantinople dont les éparques (le plus connu est Jacynthe de Vicina, mort en 1372) y nommaient des chorévêques (χωρεπισϰόποι : évêques itinérants), sous le contrôle de perichorètes (περιχωρέτοι : responsables des régions extérieures à l’Empire byzantin) et d'autre part l'obédience catholique qui y nommait des évêques dont douze noms nous sont connus : Grigore (1382), Luca Ioan (1390–1394), Frâncou (1394–1398), Nicolae Dumitru (1399), Giacomo de Cavallis (1412), Luc (1431), Denis (?), Dominique (1437), Benoît (1439), Ștefan a (1447), Ștefan b (1499) et Grigore Thacaro (1500–1502),,.

## Liste des Bans de Severin (1233-1524)
- 1233 Luca
- 1243 Ștefan
- 1247-1254 Ioan
- 1255 Pósa Csák
- 1257-1261 Ștefan
- 1262 Ștefan
- 1263-1267 Laurențiu
- 1268 Ugrin
- 1268 Alexandru
- 1269 Laurențiu
- 1270 Ponit
- 1270-1271 Laurențiu
- 1271-1272 Paul
- 1272 Laurențiu
- 1272 Albert
- 1273 Paul
- 1273 Laurențiu
- 1274 Paul
- 1274-1275 Ugrin
- 1275 Micu
- 1275 Paul
- 1275 Reynauld
- 1276-1279 Micu
- 1277-1278 Paul
- 1279 Laurențiu
- 1280-1283 Timotei
- 1284-1286 Mako
- 1287-1289 Rafael
- 1290-1293 Laurențiu
- 1294-1296 Posa Solymosi
- 1297-1299 Vladislav Rátholti
- 1299-1308 Andrei Tárnok
- 1309-1314 vacant
- 1314-1318 Dominic Cernea
- 1319-1323 Vladislav Rátholti
- 1323-1329 Daniel Seci
- 1324 Paul
- 1330-1335 vacant
- 1341 Denis Seci
- 1342-1349 Losonci
- 1350-1355 Nicolae Seci
- 1355-1359 Lațcu Denis
- 1359-1387 vacant
- 1387 Ladislau
- 1387-1388 Ștefan
- 1388-1390 Ioan Kaplan
- 1390-1391 Nicolae Perényi
- 1392 Gerebenci Szemere
- 1392-1393 Ditrău Bebec
- 1393-1408 vacant
- 1408-1409 Pipo d’Ozora
- 1409 vacant
- 1419 Sigismund Losonczi
- 1428 Emeric Marcali
- 1430-1435 Nicolae Redviț
- 1429-1435 vacant
- 1435 Vladislav Iacob
- 1436-1439 Ferenc Tallóci
- 1439-1445 Iancu de Hunedoara
- 1445-1446 Nicolae Ujlaki
- 1447-1454 Mihai
- 1449 Cernea Balaj
- 1452-1454 Petru
- 1455-57 vacant
- 1458 Vlad et Grigore Bethlen
- 1459-1460 vacant
- 1460 Vladislav Doci
- 1462-1463 Nicolae
- 1464-1466 vacant
- 1466 Ioan Pongraci
- 1467 vacant
- 1467 Ștefan et Mihai de Mâtnic
- 1468-1471 vacant
- 1471-1478 Emeric Hédervári
- 1478 Ioan Dominic Bethlen
- 1478 vacant
- 1479 Ambrozie et George Szenthelsebethi
- 1479 Bartolomeu Pathócsy
- 1480-1483 Ferenc Haraszti
- 1483-1489 Ferenc Haraszti et Andrei Szokoly
- 1490 Emeric d’Ozora
- 1491 Pipo et Andrei Dánfy
- 1491-1492 Ferenc Haraszti
- 1492-1494 George et Filip Balasz de Gyula
- 1495-1502 Petru Măcicaș
- 1503 Bela Barnaba
- 1503 Ioan Gărliște
- 1504-1508 Ioan et Bela Gârliștea
- 1508-1513 Mihai et Barnaba
- 1514 Ioan
- 1515-1516 Nicolae
- 1517-1518 vacant
- 1519 Bela Barnabas
- 1520-1521 Nicolae Gârliște
- 1522-1524 Ioan Callai